# Suyog
Suyoga es un término sánscrito que significa ‘coyuntura favorable’, ‘buena oportunidad’.
En la actualidad, Suyog es un nombre propio muy popular en el oeste de India (por ejemplo en Majarastra y Guyarat).

## Nombre sánscrito
- suyoga, en el sistema AITS (alfabeto internacional para la transliteración del sánscrito).[1]
- सुयोग, en escritura devanagari del sánscrito.[1]
- Pronunciación:
  - /suióga/ en sánscrito[1] o bien
  - /suióg/ en varios idiomas modernos de la India (como el bengalí, el hindí, el maratí o el palí).
- Etimología: ‘favorable coyuntura’.[1]
  - su: ‘bueno, muy’
  - yoga: ‘conjugación, coyuntura’.

Por extensión, también significa ‘buena oportunidad’, ‘buen tiempo [clima]’,[cita requerida] etc.